# النيابة الملكية الكولومبوسية
النيابة الملكية الكولومبوسية أو النيابة الملكية على الهند أو نائب الملك الأول في جزر الهند هو الاسم الذي يحدد عدد الألقاب والحقوق الممنوحة لكريستوفر كولومبوس من قبل الملكان الكاثوليكان في عام 1492 على الأراضي المكتشفة وغير المكتشفة، قبل الشروع في رحلته الأولى التي بلغت ذروتها في إعادة اكتشاف الأمريكتين.

## الأصول
تم إدخال الألقاب والسلطات على الأراضي المكتشفة الممنوحة لكريستوفر كولومبوس في تنازلات سانتا في المتفق عليها في 17 أبريل من عام 1492. تحت حكمهم، يمنح الملكان الكاثوليكيان، إيزابيلا الأولى ملكة قشتالة وفرناندو الثاني، لفترة حياته، وبعد وفاته، على ورثته أو خلفائه واحدًا تلو الآخر على الدوام ما يلي:
- لقب أميرال بحر المحيط على جميع الجزر والبر الرئيسي الذي اكتشف أو انتصر في هذا البحر.
- الإشارة الدائمة معًا إلى لقبي «نائب الملك الحاكم العام».

بالإضافة إلى صلاحيات وامتيازات اقتصادية أخرى.
بخلاف ذلك، اجعلوا صاحب السمو السيد دون كريستوفال نائب الملك والحاكم العام في جميع الأراضي والجزر الثابتة المذكورة التي، كما قيل، سوف يكتشفها أو يفوز بها في البحار المذكورة، وذلك لفوج كل هون وأي منها. قم بانتخاب ثلاثة أشخاص لكل منصب، وأن يأخذ سموك ويختار من يخدمك أكثر، وبهذه الطريقة يكون من الأفضل أن تحكم الأراضي التي يسمح له ربنا بالعثور عليها أو الفوز بها في خدمة سموكم.

سيتم تأكيد هذه الألقاب من قبل الملوك عند عودته من رحلته الأولى في مايو 1493. من بين هؤلاء، كان الأميرال أشهرهم في قشتالة، والذي أولى اهتمامًا كبيرًا لكل من كولومبوس والملوك.[بحاجة لمصدر]

## التاريخ
وفقًا لتنازلات سانتا في، كانت جميع الأراضي التي اكتشفها كريستوفر كولومبوس جزءً من نيابته:
في رحلته الأولى إلى الأمريكتين (وصل إلى غواناهاني في 12 أكتوبر 1492)، اكتشف كولومبوس جزر الباهاما وكوبا وهيسبانيولا، ومارس منصبه كنائب حاكم وحاكم فيها، وغادر للعودة إلى إسبانيا إلى 39 رجلاً في لا نافيداد في هيسبانيولا، التي تأسست في 25 ديسمبر 1492. دُمر الحصن بعد ذلك بوقت قصير على يد هنود الجزيرة، مما أسفر عن مقتل جميع سكانها.

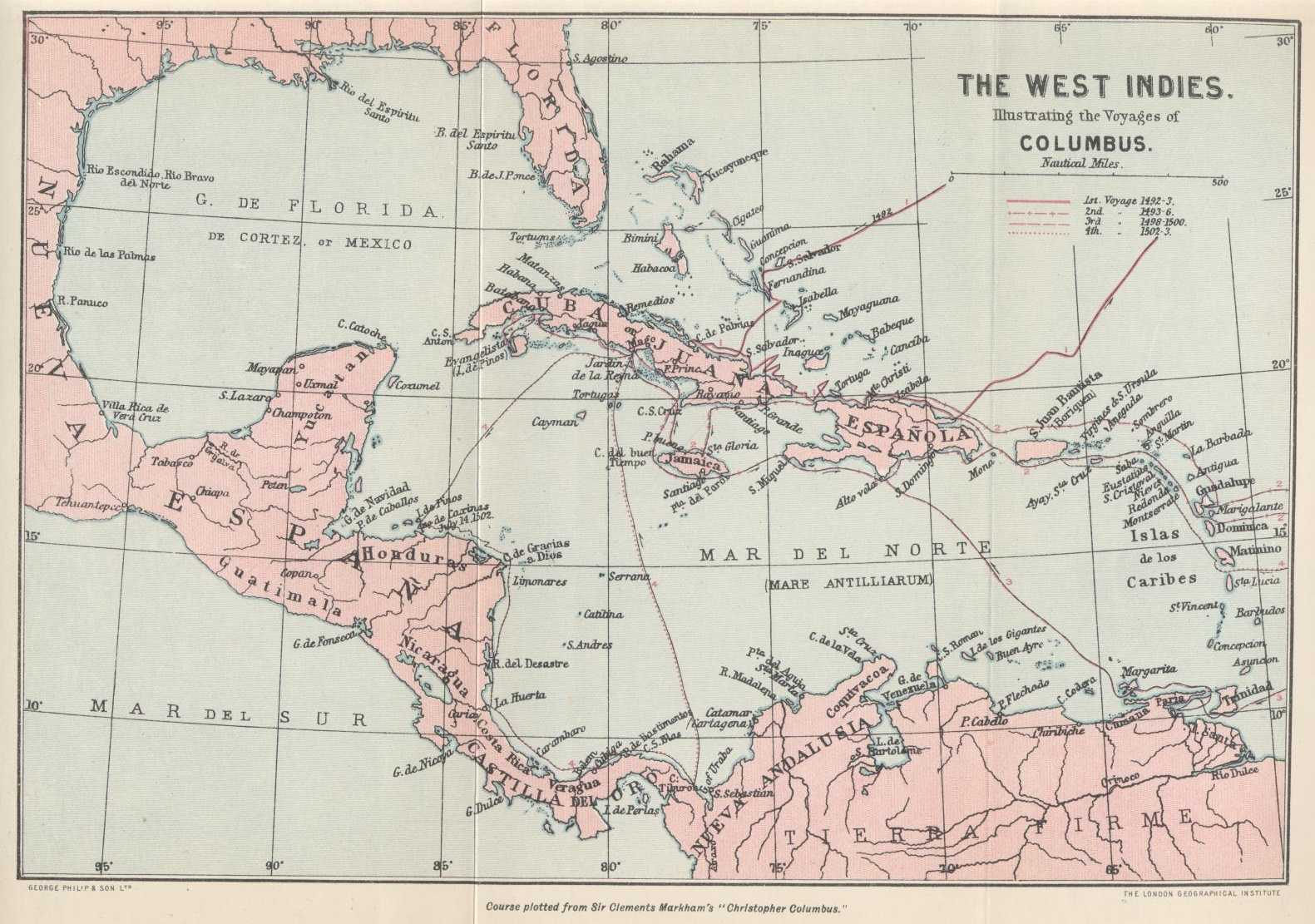
رحلة كريستوفر كولومبوس

في رحلته الثانية عام 1493 اكتشف كريستوفر كولومبوس جزيرة غوادلوب وجزر أخرى تقع على جانب المحيط الأطلسي بينها وبين بورتوريكو، حيث وصل في 19 نوفمبر 1493. في وقت لاحق وجد جامايكا واستكشف كوبا. عند عودته إلى إسبانيا عام 1496 اكتشف جزر الأنتيل الصغرى الواقعة على جانب البحر الكاريبي بين بورتوريكو ودومينيكا.
في رحلته الثالثة عام 1498 اكتشف ترينيداد وشبه جزيرة باريا وجزيرة مارغريتا، وبقي حتى عام 1500 في هيسبانيولا.
أُرسل الملوك إلى الإسبان القاضي بيسكيسادور (بوظائف حكومية) إلى فرانسيسكو دي بوباديلا في عام 1500، والذي، عند وصوله (23 أغسطس)، اعتقل كولومبوس وإخوته وأبحر إلى إسبانيا، وطرده من الحكومة. رفض كولومبوس إزالة الأغلال المحيطة برحلته إلى إسبانيا، والتي كتب خلالها رسالة طويلة إلى الملكان الكاثوليكان. عند وصوله إلى إسبانيا استعاد حريته، لكنه فقد هيبته وسلطاته وسلطته. تم إعفاء بوباديلا أيضًا من حكومته وحل محله نيكولاس دي أوفاندو في عام 1502.
في رحلته الرابعة عام 1502، وجد سانت لوسيا ومارتينيك. ثم قام بجولة في ساحل أمريكا الوسطى من جزر الخليج إلى خليج أورابا. لقد بقي في جامايكا حتى عام 1504 ثم عاد إلى إسبانيا وتوفي في 20 مايو 1506 في دير سان فرانسيسكو في بلد الوليد.
منذ عام 1499، سمح الملوك برحلات اكتشاف أخرى دون إذن كولومبوس، بما في ذلك رحلات ألونسو دي أوخيدا وفيسنتي يانييز بينزون، مما أسس لهم حكومات في الأراضي التي اكتشفوها: محافظة كوكيباكوا على ساحل فنزويلا، باستثناء باريا التي اكتشفها كولومبوس كانت من أجل دي أوخيدا وينزون الذي كان الحاكم قبالة سواحل البرازيل بين نهر الأمازون ورأس مريم المقدسة للتعزية. تم إعفاء هذه المحافظات من النيابة الملكية على جزر الهند.

## نائب الملك بعد وفاة كولومبوس
عند وفاة كريستوفر كولومبوس، ورث ابنه الأكبر، دييغو كولومبوس، حقوق والده في الأمريكتين، بما في ذلك نيابته الملكية. ومع ذلك، رفض الملك فرناندو في البداية نقل جميع حقوق والده وعينه حاكمًا لهيسبانيولا في عام 1508. بدأ دييغو سلسلة من الدعاوى القضائية ضد التاج عرفت باسم الدعاوى الكولومبوسية، وفي عام 1511 تم الاعتراف بحقوقه كنائب للملك، ولكن بولاية قضائية محدودة على تلك الأراضي التي اكتشفها والده رسميًا. وبالتالي، أصبح دييغو كولومبوس ثاني نائب للملك في جزر الهند. توفي في عام 1526، وورّث حقوق النيابة الملكية إلى لابنه لويس كولون.
خلال فترة لويس كولون، تمت المعاملة والتحكيم الذي أنهى الدعاوى القضائية الكولومبوسية بالتاج الإسباني وفي عام 1537 حصل على لقب الفارس الأول لدوقية فيراغوا ومانور وإقليم مانورالية البالغة مساحته ستمائة وخمسة وعشرين فرسخًا مربعًا، المكون من أراضي فيراغوا القديمة وكاستيلا ديل أورو. كما تم تكريمه بالكرامة الوراثية لماركيز جامايكا وسيادة الجزيرة، مما أنهى للنيابة الملكية في جزر الهند.

## فهرس
- Dougnac Rodriguez, Antonio (1994). "Capítulo 5: Gobierno, justicia, guerra, y hacienda. Autoridades radicadas en indias" [Chapter 5. Government, justice, war and finance. Authorities resident in the Indies. I. Government of Christopher Columbus (1492-1500) and IV. Government of Diego Columbus (1509-1523)]. Manual de historia del derecho indiano [Manual of History of the Law of the Indies] (بالإسبانية). National Autonomous University of Mexico. ISBN:968-36-4147-4. Archived from the original on 2023-05-06.
- Ortuño Sánchez-Pedroza, José María (1990). "The first viceroy of the Indies: Christopher Columbus (1492-1506)". Annals of Law, University of Murcia ع. 10. p. 235-250.
- Sánchez Bella, Ismael (1990). "The political organization of Spanish America". Chilena Magazine of History of Law ع. 15. p. 205-217.